# Aleksandr Točilin
Aleksandr Vasil'evič Točilin (in russo Александр Васильевич Точилин?; Mosca, 27 aprile 1974) è un allenatore di calcio ed ex calciatore russo, di ruolo difensore.

## Carriera

### Calciatore

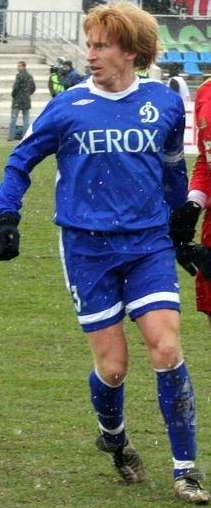
Točilin con la maglia della nel 2007.

Esordisce da professionista nell'Asmaral, in cui milita dal 1992 al 1994. Debutta in campionato all'età di 18 anni, il 9 novembre 1992, sotto la guida dell'allenatore Konstantin Beskov, in una partita contro la Dinamo Mosca. Inizia come attaccante, poi arretra progressivamente la propria posizione, passando a ricoprire il ruolo di centrocampista centrale e poi difensivo. Poco impiegato dalla prima squadra, gioca nella squadra riserve del club, militante in terza e quarta serie.
Nel 1995 si trasferisce alla Dinamo Mosca, all'epoca allenata da Beskov. Viene schierato con regolarità soprattutto in Coppa di Russia, vinta in finale contro il Rotor. L'anno dopo esordisce anche in Coppa UEFA, ma è nel 1997 che entra in pianta stabile nella formazione titolare, collezionando 24 presenze nel campionato chiuso dalla Dinamo al terzo posto. Nello stesso anno disputa la finale di Coppa di Russia, persa contro la Lokomotiv Mosca. Dal 1999 al 2002 è stabilmente titolare della squadra moscovita; in seguito gioca di meno, anche per limiti d'età, ma rimane nell'organico della Dinamo sino al ritiro dall'attività agonistica, avvenuto nel 2008.
Conta una presenza nella nazionale russa, ottenuta il 29 marzo 2003 nella trasferta di Scutari persa per 3-1 contro l'Albania nelle qualificazioni al campionato d'Europa 2004, sotto la guida del commissario tecnico Valeri Gazzaev.

### Allenatore
Intrapresa la carriera di allenatore, è al timone delle selezioni giovanili della Dinamo Mosca dall'aprile 2009. Nel luglio 2015 lascia l'incarico per assumere il ruolo di tecnico della Dinamo San Pietroburgo, club militante in Pervenstvo Professional'noj Futbol'noj Ligi, la terza divisione, che guida al settimo posto nella stagione 2015-2016, mentre l'anno dopo vince il campionato e viene promosso in seconda serie. Termina al sesto posto nel 2017-2018, ma la squadra si scioglie e cede il proprio titolo sportivo al Soči, di cui Točilin diviene allenatore. Nell'annata 2018-2019 vince il campionato alla guida del PFK Soči, ottenendo la promozione in Prem'er-Liga.  Il 20 novembre 2019, dopo una pessima prima parte di campionato, viene sollevato dall'incarico con la squadra ultima in classifica.

## Statistiche

### Cronologia presenze e reti in nazionale
| Cronologia completa delle presenze e delle reti in nazionale ― Russia | Cronologia completa delle presenze e delle reti in nazionale ― Russia | Cronologia completa delle presenze e delle reti in nazionale ― Russia | Cronologia completa delle presenze e delle reti in nazionale ― Russia | Cronologia completa delle presenze e delle reti in nazionale ― Russia | Cronologia completa delle presenze e delle reti in nazionale ― Russia | Cronologia completa delle presenze e delle reti in nazionale ― Russia | Cronologia completa delle presenze e delle reti in nazionale ― Russia |
| Data                                                                  | Città                                                                 | In casa                                                               | Risultato                                                             | Ospiti                                                                | Competizione                                                          | Reti                                                                  | Note                                                                  |
| --------------------------------------------------------------------- | --------------------------------------------------------------------- | --------------------------------------------------------------------- | --------------------------------------------------------------------- | --------------------------------------------------------------------- | --------------------------------------------------------------------- | --------------------------------------------------------------------- | --------------------------------------------------------------------- |
| 29-3-2003                                                             | Scutari                                                               | Albania                                                               | 3 – 1                                                                 | Russia                                                                | Qual. Euro 2004                                                       | -                                                                     | 46’                                                                   |
| Totale                                                                |                                                                       | Presenze                                                              | 1                                                                     |                                                                       | Reti                                                                  | 0                                                                     |                                                                       |